# Локальна пошукова оптимізація
Локальна пошукова оптимізація (локальне SEO) — це процес, подібний до загального SEO, який впливає на видимість вебсайту або вебсторінки у неоплачуваних результатах пошукової системи (відомих як SERP, сторінка результатів пошуку), які часто називають «органічними» результатами. Загалом, чим вище позиція на сторінці результатів пошуку і частіше сайт з’являється у списку результатів, тим більше відвідувачів він отримує від користувачів пошукової системи; ці відвідувачі можуть бути конвертовані у клієнтів. Локальне SEO, однак, відрізняється тим, що воно зосереджене на оптимізації онлайн-присутності бізнесу, щоб його вебсторінки відображалися пошуковими системами, коли користувачі вводять локальні пошукові запити для продуктів чи послуг компанії. Ранжування для локального пошуку включає процес, подібний до загального SEO, але має специфічні елементи для ранжування бізнесу в локальному пошуку.
Локальне SEO полягає в «оптимізації» онлайн-присутності для залучення більшої кількості клієнтів із релевантних локальних пошуків. Більшість таких пошуків відбувається у Google, Yahoo, Bing та інших пошукових системах, але для кращої оптимізації варто використовувати місцеві бізнес-каталоги, соціальні медіа та інші.

## Витоки локального SEO
Локальне SEO зародилося у 2003–2005 роках, коли пошукові системи почали надавати результати, що стосуються найближчої місцевості, а також додаткову інформацію, таку як години роботи магазинів, списки на картах тощо.
Локальне SEO з часом еволюціонувало, надаючи цілеспрямований підхід до онлайн-маркетингу, що дозволяє місцевим бізнесам з’являтися у результатах на основі різноманітних локальних пошукових сигналів, що відрізняє його від ширшого органічного SEO, яке віддає перевагу релевантності пошуку над відстанню до шукача.

## Результати локального пошуку
Локальні запити змушують пошукові системи відображати два типи результатів на сторінці результатів пошуку: локальні органічні результати та «Місцевий пакет». Локальні органічні результати включають вебсторінки, пов’язані із запитом, що мають локальну релевантність. Це часто включає каталоги, такі як Yelp, Yellow Pages, Facebook тощо. Місцевий пакет показує бізнеси, які зареєструвалися в Google і взяли на себе управління своїм профілем у «Google Мій бізнес».
Інформація, що відображається в профілі GMB і, відповідно, у Місцевому пакеті, може надходити з різних джерел:
- Власник бізнесу. Ця інформація може включати години роботи, опис продуктів чи послуг тощо.
- Інформація з вебсайту бізнесу.
- Інформація від користувачів, наприклад відгуки або завантажені фото.
- Інформація з інших джерел, таких як соціальні профілі.
- Структуровані дані з Wikidata та Вікіпедії. Дані з цих джерел є частиною інформації, що з’являється в Knowledge Graph Google у результатах пошуку.

Залежно від запитів, Google може показувати релевантні локальні результати в Google Картах або Пошуку. Це стосується як мобільних, так і настільних пристроїв.

## Google Карти
Google додав нову функцію запитань і відповідей до Google Карт, що дозволяє користувачам надсилати запитання власникам бізнесу, а ті можуть відповідати. Ця функція пов’язана з відповідним обліковим записом Google Мій бізнес.

## Профіль Google Бізнес
Профіль Google Бізнес (GBP), раніше відомий як Google Мій бізнес (GMB), — це безкоштовний інструмент, який дозволяє бізнесам створювати та керувати своїм профілем у Google. Такі профілі мають представляти фізичну локацію, яку клієнт може відвідати. Профіль Google з’являється, коли клієнти шукають бізнеси на Google Картах або в результатах пошуку Google. Точність цих профілів є фактором локального ранжування.

## Фактори ранжування
Основні пошукові системи мають алгоритми, які визначають, які місцеві бізнеси ранжуються в локальному пошуку. Основні фактори, що впливають на ймовірність появи локального бізнесу в пошуку, включають правильну категоризацію в бізнес-каталогах, назву бізнесу, адресу та номер телефону (NAP), які мають бути доступними для сканування на вебсайті, а також цитування (згадки локального бізнесу на інших релевантних вебсайтах, наприклад, на сайті торгової палати).
У 2016 році дослідження із застосуванням статистичного аналізу оцінило, як і чому бізнеси ранжуються в Місцевих пакетах, і виявило позитивні кореляції між локальними рейтингами та понад 100 факторами ранжування. Хоча дослідження не може відтворити алгоритм Google, воно виявило кілька цікавих результатів:
- Зворотні посилання показали найвищу кореляцію (а також PageRank Toolbar від Google, що свідчить про перевагу старих посилань, оскільки Toolbar давно не оновлювався).
- Сайти з більшим обсягом контенту (а отже, більше ключових слів) зазвичай мали кращі результати.
- Відгуки на GMB також показали сильну кореляцію з високими рейтингами.
- Інші фактори GMB, такі як наявність фотографій і верифікована сторінка GMB із годинами роботи, показали позитивну кореляцію з рейтингом, хоча не таку значну, як відгуки.
- Якість цитувань, наприклад, низька кількість дублікатів, їх узгодженість і достатня кількість цитувань, мала значення для відображення бізнесу в Локальних пакетах. Однак у межах пакету цитування не впливали на рейтинг: «цитування є основою, але не конкурентною перевагою».
- Наявність ключового слова в назві бізнесу була одним із найважливіших факторів (що пояснює високу частоту спаму в Локальному пакеті).
- Структуровані дані Schema є фактором ранжування. Додавання розмітки «LocalBusiness» дозволяє відображати релевантну інформацію про бізнес у Google, включаючи години роботи, адресу, засновника, материнську компанію тощо.[11]
- Кількість відгуків і загальний рейтинг зірок корелюють із вищими рейтингами в результатах Google Map Pack.

## Зовнішні посилання
- Посібник із пошукової оптимізації Google (SEO)
- Посібник Google для місцевих бізнесів